# Gazella marica
Gazella marica (лат.) — парнокопытное млекопитающее из рода газелей семейства полорогих. Небольшая антилопа, обитающая на Аравийском полуострове, а также в регионе Плодородного полумесяца к западу от Тигра.

## Внешний вид и строение
Длина тела с головой около 97,5 см, высота в плечах от 55 до 60 см и вес около 20 кг. Этот вид мельче, чем близкородственный джейран (Gazella subgutturosa), и более коренастый. Мех на верхней стороне тела беловатого или светло-желтовато-коричневого цвета. Полосы по бокам тела, характерные для газелей, обычно отсутствуют. На его морде видны отметины, типичные для газелей. Передняя часть головы обычно беловатая. Копыта черные. Средняя длина рогов самца около 27 см, в верхней части они изогнуты в виде лиры. Рога самок обычно на 12 см короче, более прямые и не загибаются на кончиках внутрь, как у самцов. Ноги длинные и стройные.

## Образ жизни
Встречается в песчаных пустынных районах, на окраинах сухих осыпных полей, известняковых плато, базальтовых лавовых полях и прибрежных равнинах. Активны в основном ранним утром и вечером. Особенно в жаркие летние месяцы они прекращают пастись в полдень и возобновляют кормление только ближе к вечеру. В холмистой местности животные в жаркий полуденный период ищут тенистые места между скалами. В Северной Аравии в их рацион входят травы родов Stipagrostis, Tribulus и амарантовые (Atriplex, Suaeda, Traganum nudatum), в Бахрейне Heliotropium crispum и Helianthemum lipii. Может долгое время обходиться без воды. Плоды дикой тыквы колоцинта (Citrullus colocynthis), содержащие много воды, частично покрывает потребности в воде Gazella marica Северной Аравии.
На Аравийском полуострове пик сезона гона приходится на октябрь. Период беременности составляет примерно 156 дней. Большинство родов происходит в марте и апреле. Двойни рождаются довольно часто. Молодняк становится половозрелым на первом году жизни. Вид совершает регулярные миграции и не является территориальным. Зимой образует большие стада до 100 особей с несколькими самцами и многочисленными самками и их детенышами. В остальные сезоны самцы иногда живут поодиночке или небольшими группами, состоящими из доминирующего самца, нескольких самок и их детенышей, которых самец защищает от соперников.

## Систематика
Вид был научно описан в 1897 году британским зоологом Олдфилдом Томасом. Типовым регионом этого вида считается внутренняя часть Аравийского полуострова на территории нынешней Саудовской Аравии. Иногда его считали подвидом джейрана. Эти виды гибридизируются в южном Курдистане и в южных бассейнах рек Евфрат и Тигр. Gazella marica был признан отдельным видом в ходе филогенетического исследования в 2011 году. И в «Справочнике млекопитающих мира», стандартном труде по млекопитающим, и в Красном списке МСОП, Gazella marica признан отдельным видом.

## Угрозы
МСОП оценивает его как уязвимы вид. Первоначальный ареал теперь сильно фрагментирован. По оценкам МСОП, в 2017 году численность популяции составляла от 1750 до 2150 особей. Основная опасность заключается в бесконтрольной охоте и перевыпасе в местах распространения. В Саудовской Аравии этот вид газелей встречается, в частности, на охраняемой территории Махазат-ас-Сайд (600—700 особей) и в заповеднике Урук Бани Маарид (400 особей).